# Санта-Мария-де-Сардора
Санта-Мария-де-Сардора (порт. Santa Maria de Sardoura)  —  район (фрегезия) в Португалии,  входит в округ Авейру. Является составной частью муниципалитета  Каштелу-де-Пайва. По старому административному делению входил в провинцию Дору-Литорал. Входит в экономико-статистический  субрегион Тамега, который входит в Северный регион. Население составляет 2698 человек. Занимает площадь 10,63 км².